# Lunar Lakeマイクロプロセッサ
Lunar Lake（ルナーレイク、またはルナレイク）とは、インテルによって開発されたモバイル向けマイクロプロセッサである。
2024年5月、Intelは台湾で開催されたComputexのプレゼンテーションでLunar Lakeアーキテクチャを発表した後、2024年9月3日に正式発表され、Intel Core Ultraプロセッサ シリーズ2として製品化された。

## 概要
超低消費電力のモバイルSoC設計であるLunar Lakeは、マイクロアーキテクチャ・製造プロセス・パッケージングと全てが変更される全面改良であり、革新的なワットパフォーマンスを見込む野心的なプロセッサである。
15WのMeteor Lake-Uプロセッサの後継機にあたる。Lunar Lakeは電力効率の向上に重点を置いており、プレミアムな超薄型ノートパソコンやコンパクトなモバイル設計をターゲットにしている。Intelによれば、Lunar Lakeによって「x86はARMほど効率的ではないという神話を打ち破る」ことを目指したと述べている。発売時に入手可能なLunar Lake CPUで実施されたテストの分析によると、フルロード時のマルチコア性能は特に優れてはおらず、ARMの競合製品に依然として優位性があるものの、日常使用時の効率は良好であったとされる。

## 特徴

### プロセスルール
Lunar Lakeは、すべてのロジックダイがTSMCに外注され、完全に外部で製造されるIntel初のプロセッサ設計である。ゴールドマン・サックスの分析によると、Intelは2024年に56億ドル、2025年には97億ドルをTSMCへの外注費として支出するとされている。 2024年3月、Intelの最高財務責任者は投資に関する電話会議で、同社は「社内製造に比べて外部製造の比率が少し高い」ことを認めた。翌月、Intelはファウンドリ事業が2023年に70億ドルの営業損失を計上したことを明らかにした。

### コンピュートタイル
コンピュートタイルはLunar Lakeで最大のタイルであり、Meteor Lakeのコンピュートタイル（CPUコアとキャッシュのみを収容）よりも機能が拡張されている。Lunar LakeのコンピュートタイルにはCPUコアとそのキャッシュ、GPU、NPUが収容されている。前世代のMeteor LakeはコンピュートタイルにIntel 4プロセスを使用していたが、Lunar LakeはTSMCのN3Bプロセスルールに移行している。 N3BはTSMCの最初の世代3nmプロセスルールで、更新されたN3Eプロセスルールに比べて歩留まりが低いのが特徴である。Lunar Lakeのコンピュートタイルは当初、Intelの18Aプロセスルール上に構築される予定であったがが、18AがPanther LakeモバイルプロセッサとClearwater Forestサーバープロセッサで2025年まで公開できなかことから採用を断念した。Lunar Lakeは、Arrow Lakeデスクトップおよびモバイルプロセッサと同じLion Cove PコアおよびSkymont Eコアアーキテクチャを共有している。

### ハイパースレッディング・テクノロジーの廃止
2000年代初頭、同時マルチスレッディング（SMT）（Intelではハイパースレッディング・テクノロジーと呼んでいる）は、ダイスペースを節約しつつマルチコアCPUに処理スレッドを追加する方法として、2002年にNorthwoodベースのPentium 4で初めてIntelデスクトッププロセッサに導入された。以降この手法によって、単一の物理CPUコアで2つのタスクを同時に実行できることから、IntelのCPUには採用されてきた。
その一方で、Alder Lakeアーキテクチャ以降導入されたBig.Litteleハイブリッドアーキテクチャーにおいては物理的なコアが増えたことによって同時マルチスレッディングの利用は逆に効率的ではないことから、Lunar LakeのLion Cove Pコアから削除された。SMTの削除を補うため、Intelは並列実行ではなく、高いシングルスレッドパフォーマンスを実現するために、サイクルごとにより多くの命令を実行することを優先した。

### NPU
Lunar Lakeのニューラル・プロセッシング・ユニット（NPU）は、クロック速度が向上したIntelの「NPU 4」アーキテクチャにアップデートされた。Intelによると、Lunar LakeはAIワークロードで合計120 TOPSの性能があり、そのうち48 TOPSはNPUだけで、さらに67 TOPSはGPUから、5 TOPSはCPUから得られるとしている。専用NPUが48TOPSあることから、MicrosoftのCopilot+ PC認定を受けるためのラップトップの要件（NPU性能で40 TOPS以上）を満たしている。

### 統合されたメモリ

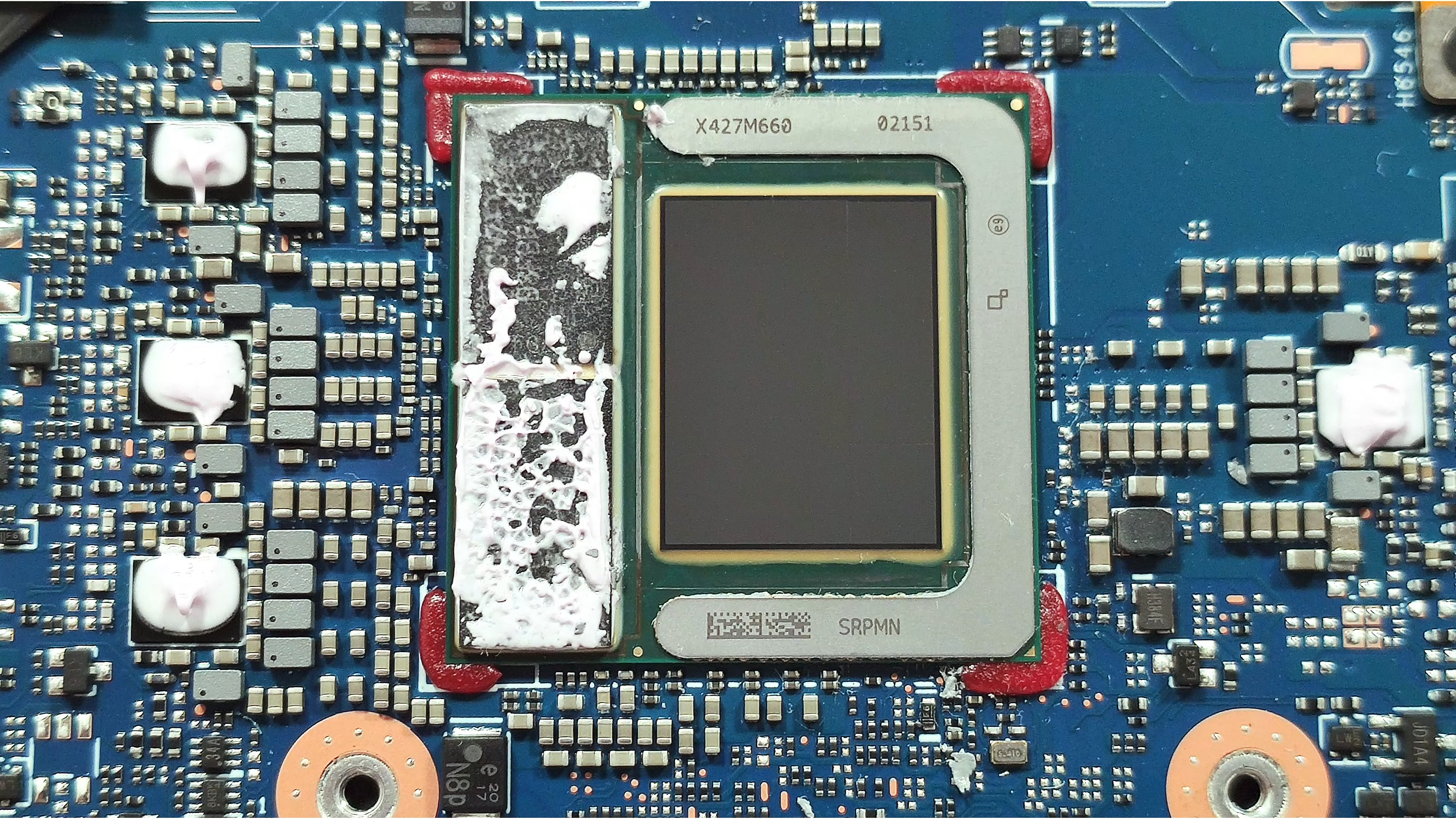
ノートパソコンのマザーボード上にあるLunar Lake。左側がユニファイドメモリである。

Lunar Lakeは、16 GBまたは32 GBのLPDDR5X -8533 RAMをユニファイドメモリとして搭載している。これはCPUシリコンの横に統合LPDDRメモリをパッケージに統合したAppleのMシリーズと同様のアプローチである。ユニファイドメモリによりメモリが物理的にCPUに近くなるため、CPUはより低い電力でより高いメモリ帯域幅と低いレイテンシの恩恵を受けることができるようになった。ただし欠点として、ユーザーが交換したり、SO-DIMMを使用して32GBを超える大容量にアップグレードしたりできないことが挙げられる。また、ユニファイドメモリによりMeteor Lake-HプロセッサのTDPが15～28Wであるのに対し、Lunar LakeのTDP は2Wが追加された17～30Wである。なお標準ではオンパッケージメモリのみ使用可能で、他のCPUのように外部に接続するメモリは使用不可。

### GPU
GPUは第2世代のBattlemageグラフィックスアーキテクチャである Xe2-LPG を搭載している。Battlemageアーキテクチャは、ディスクリートArcデスクトップグラフィックカードに先駆けてLunar Lakeに導入された。8MBのL2キャッシュを共有する8個のX eINT8 2-LPGコアを搭載しており、 AI処理に最大67TOPSの演算能力を発揮する。ディスプレイエンジンにはHDMI 2.1、DisplayPort 2.1、そして新しいeDP 1.5接続の3つのディスプレイパイプが搭載されている。またH.266 VVCハードウェア固定機能デコードサポートも備えている。

### プラットフォームコントローラータイル
小型のプラットフォームコントローラータイルは、Wi-Fi 7、Thunderbolt 4、4つのPCIe 4.0レーン、4つのPCIe 5.0レーンを含むセキュリティ機能とI/O接続を提供する。Lunar Lakeのプラットフォームコントローラータイルは、Meteor LakeやArrow LakeのSoCタイルで使用されているものと同じTSMCのN6プロセスルールを使用している。また、Lunar Lakeのプラットフォームコントローラータイルには、Meteor LakeやArrow LakeのSoCタイルにあるような2つの専用の低消費電力Eコアは搭載されていない。この変更は、コンピューティングタイルがIntel 4プロセスからTSMCのより高度なN3Bプロセスに移行したことによる電力効率の向上によるものとされている。

## 製品一覧

### モバイル向け
Lunar Lake-V
| ブランド     | 型番 | CPU                   | CPU                   | CPU            | CPU            | CPU            | CPU            | CPU             | CPU             | GPU      | GPU  | GPU            | GPU            | TDP (W) | TDP (W) | 内蔵メモリ   | 内蔵メモリ |
| ブランド     | 型番 | コア数 （スレッド数） | コア数 （スレッド数） | クロック (GHz) | クロック (GHz) | クロック (GHz) | クロック (GHz) | キャッシュ (MB) | キャッシュ (MB) | 型番     | EU数 | クロック (MHz) | クロック (MHz) | PBP     | MTP     | 規格         | 容量 (GB)  |
| ブランド     | 型番 | コア数 （スレッド数） | コア数 （スレッド数） | Pコア          | Pコア          | LP Eコア       | LP Eコア       | キャッシュ (MB) | キャッシュ (MB) | 型番     | EU数 | クロック (MHz) | クロック (MHz) | PBP     | MTP     | 規格         | 容量 (GB)  |
| ブランド     | 型番 | Pコア                 | LP Eコア              | 定格           | ターボ         | 定格           | ターボ         | L2              | L3              | 型番     | EU数 | 定格           | ターボ         | PBP     | MTP     | 規格         | 容量 (GB)  |
| ------------ | ---- | --------------------- | --------------------- | -------------- | -------------- | -------------- | -------------- | --------------- | --------------- | -------- | ---- | -------------- | -------------- | ------- | ------- | ------------ | ---------- |
| Core Ultra 9 | 288V | 4 (4)                 | 4 (4)                 | 3.3            | 5.1            | 3.3            | 3.7            | 14              | 12              | Arc 140V | 128  |                | 2050           | 30      | 37      | LPDDR5X-8533 | 32         |
| Core Ultra 7 | 268V | 4 (4)                 | 4 (4)                 | 2.2            | 5.0            | 2.2            | 3.7            | 14              | 12              | Arc 140V | 128  |                | 2000           | 17      | 37      | LPDDR5X-8533 | 32         |
| Core Ultra 7 | 266V | 4 (4)                 | 4 (4)                 | 2.2            | 5.0            | 2.2            | 3.7            | 14              | 12              | Arc 140V | 128  |                | 2000           | 17      | 37      | LPDDR5X-8533 | 16         |
| Core Ultra 7 | 258V | 4 (4)                 | 4 (4)                 | 2.2            | 4.8            | 2.2            | 3.7            | 14              | 12              | Arc 140V | 128  |                | 1950           | 17      | 37      | LPDDR5X-8533 | 32         |
| Core Ultra 7 | 256V | 4 (4)                 | 4 (4)                 | 2.2            | 4.8            | 2.2            | 3.7            | 14              | 12              | Arc 140V | 128  |                | 1950           | 17      | 37      | LPDDR5X-8533 | 16         |
| Core Ultra 5 | 238V | 4 (4)                 | 4 (4)                 | 2.1            | 4.7            | 2.1            | 3.5            | 14              | 8               | Arc 130V | 112  |                | 1850           | 17      | 37      | LPDDR5X-8533 | 32         |
| Core Ultra 5 | 236V | 4 (4)                 | 4 (4)                 | 2.1            | 4.7            | 2.1            | 3.5            | 14              | 8               | Arc 130V | 112  |                | 1850           | 17      | 37      | LPDDR5X-8533 | 16         |
| Core Ultra 5 | 228V | 4 (4)                 | 4 (4)                 | 2.1            | 4.5            | 2.1            | 3.5            | 14              | 8               | Arc 130V | 112  |                | 1850           | 17      | 37      | LPDDR5X-8533 | 32         |
| Core Ultra 5 | 226V | 4 (4)                 | 4 (4)                 | 2.1            | 4.5            | 2.1            | 3.5            | 14              | 8               | Arc 130V | 112  |                | 1850           | 17      | 37      | LPDDR5X-8533 | 16         |